# داوود هاشمی
داوود هاشمی (زاده: ۱۳۳۸، ولایت کابل) سیاست‌مدار افغانستانی و نماینده مردم کابل در دوره پانزدهم مجلس نمایندگان افغانستان است.

## زندگی‌نامه
داوود هاشمی متولد ۱۳۳۸ از ولایت کابل افغانستان است. وی دارای مدرک تحصیلی بکلوریا/دیپلم است.

## دیگر فعالیت‌ها
- تجارت.[۱]
- فعالیت در بخش خدمات اجتماعی شامل احداث مدارس، سرک/جاده و مراکز درمانی.[۱]